# Slum Village
Pour l'album éponyme du groupe, voir Slum Village (album).
Slum Village est un groupe américain de hip-hop, originaire du quartier Conant Gardens, à Détroit. À l'origine, le groupe se compose de trois membres, les rappeurs T3, Baatin (mort le 31 juillet 2009) et le rappeur et producteur Jay Dee alias J Dilla (mort le 10 février 2006). Après le départ de Jay Dee en 2002, le rappeur Elzhi rejoint le groupe. En 2000, Soren Baker du magazine Times considère Slum Village comme « l'un des meilleurs groupes originaires de Détroit ».

## Biographie

### Débuts et premiers albums
T3, Baatin et Jay Dee grandissent ensemble dans le quartier de Conant Gardens à Détroit. Ils fréquentent le même lycée, la Pershing High School. Rapidement, ils fondent leur groupe et deviennent populaires auprès de la scène underground de Détroit. Jay Dee devient un producteur important et intègre le collectif de producteurs The Ummah, au côté, notamment, d'un certain Kamaal Ibn John Fareed, plus connu sous le nom de Q-Tip. Slum Village se forme en 1991, et enregistre la même année son premier opus, Fan-Tas-Tic (Vol. 1), qui ne sort réellement qu'en 2005, après avoir largement circulé dans le milieu underground[réf. nécessaire]. En 1998, le groupe fait les premières parties de la tournée du groupe A Tribe Called Quest.
Ils publient Fantastic, Vol. 2 le 13 juin 2000 sur GoodVibe Recordings, après avoir quitté A&M. Considéré par la presse spécialisée comme le catalyseur du hip-hop progressif, l'album atteint la 13e place des Heatseekers, la 44e du Top R&B/Hip-Hop Albums, et la 180e du classement américain Billboard 200. Le single Players extrait de l'album, atteint la 32e place des Hot Rap Songs. Dans la foulée, ils sortent Best Kept Secret sous le nom de J-88. L'album est en réalité une compilation de remixes et de chansons non utilisées de leur premier album, Fan-Tas-Tic (Vol. 1).
En 2002, Jay Dee quitte le groupe pour se focaliser sur sa carrière personnelle, et fait paraître en 2003, son album Champion Sound au côté du rappeur et producteur Madlib. Il participera néanmoins à la production de 3 titres sur le nouvel album de Slum Village, Trinity (Past, Present and Future), publié le 13 août 2002. L'album atteint la cinquième place du Top R&B/Hip-Hop Albums, et la 20e du Billboard 200. Le single Disco, extrait de l'album, atteint aussi les classements. Par ailleurs, un nouveau membre apparaît sur cet album, Elzhi,. La même année, Slum Village publie Dirty District, majoritairement produit par T3 et « RJ » Rice, qui présente quelques jeunes rappeurs de Détroit.
Baatin tombe malade pendant un concert en France. Il est amené à l'hôpital où il est diagnostiqué schizophrène, dépressif et bipolaire. Il confie également à la presse souffrir de problèmes émotionnels. C'est donc en son absence que Slum Village publie l'album Detroit Deli (A Taste of Detroit) le 29 juin 2004 en partenariat avec le label GOOD Music de Kanye West et Capitol Records, et atteint les classements. J Dilla fait une apparition vocale sur le morceau Reunion (sur lequel Baatin devait aussi apparaître, mais ce dernier a refusé). Slum Village publie ensuite un album éponyme le 27 septembre 2005.

### Décès et derniers albums
Le 10 février 2006, Jay Dee succombe à des complications liées au purpura thrombotique thrombocytopénique et lupus érythémateux disséminé ; il était âgé de 32 ans,,. Son frère, Illa J, rejoint plus ou moins Slum Village en 2007. Au matin du samedi 1er août 2009, Baatin est retrouvé mort au 14000 block d'Anglin Street à Détroit ; il était âgé de 35 ans. Un ami de sa famille, Ty Townson, confirme son décès au Detroit Free Press. Il est mort d'une overdose de cocaïne. Baatin était revenu dans le groupe un an avant sa mort et a contribué au sixième album, Villa Manifesto. T3 décide par la suite d'arrêter la production musicale, mais le groupe se reforme difficilement. Après d'importants conflits personnels liés aux décès de Jay Dee et Baatin, le groupe rend hommage aux membres disparus dans Villa Manifesto, publié le 27 juillet 2010, : tous les six membres du groupe apparaissent sur cet album. Slum Village annonce que cet album devrait être le dernier. Elzhi annonce son départ du groupe, laissant derrière lui T3, Young RJ et Illa J. T3 déclare par la suite que si le succès est au rendez-vous pour Villa Manifesto, Slum Village pourrait en sortir un autre. En 2013, Slum Village publie Evolution. Illa J quitte ensuite le groupe en bons termes avec eux.
Le 16 juin 2015, Slum Village publie l'album Yes!, composé en partie de beats et de couplets inutilisés de Baatin et de J Dilla et produit par « Young RJ » Rice,. L'ancien membre Illa J fait plusieurs apparitions en featuring sur cet album. Les critiques sont positives, l'album étant parfois comparé aux deux premiers albums du groupe, Fan-Tas-Tic (Vol. 1) et Fantastic, Vol. 2,. Le site sagihiphop.com parle d'un « pseudo-volume 3 de Fantastic ».
Le 15 novembre 2016, le groupe publie une compilation, Vol. 0, comprenant des inédits et des démos.

## Membres

### Anciens membres
- Baatin (Titus Glover) : chant (mort le 31 juillet 2009)
- J Dilla (James Dewitt Yancey) : production, chant (mort le 10 février 2006)
- Elzhi (Jason Powers) : chant (2002–2010)
- Illa J (John Yancey) : chant

### Membres actuels
- T3 (R.L. Altman) : production, chant
- Young RJ[27] (Ralph J. Rice Jr.) : production, chant

## Discographie

### Albums studio
- 1997 : Fan-Tas-Tic (Vol. 1)
- 2000 : Fantastic, Vol. 2
- 2002 : Trinity (Past, Present and Future)
- 2004 : Detroit Deli (A Taste of Detroit)
- 2005 : Slum Village
- 2010 : Villa Manifesto
- 2013 : Evolution
- 2015 : Yes!

### Compilations
- 2000 : Best Kept Secret
- 2016 : Vol. 0

### Mixtapes
- 2002 : Dirty District
- 2005 : Prequel to a Classic

### EP
- 2009 : Villa Manifesto EP